# Épisodes de The Event
Cet article présente le guide des épisodes du feuilleton télévisé The Event.

## Distribution

### Acteurs principaux
- Jason Ritter (VF : Taric Mehani) : Sean Walker
- Sarah Roemer (VF : Delphine Rivière) : Leila Buchanan
- Blair Underwood (VF : Bruno Dubernat) : Président Elias Martinez
- Laura Innes (VF : Catherine Davenier) : Sophia Maguire
- Ian Anthony Dale (VF : Bruno Choel) : Simon Lee
- Željko Ivanek (VF : Hervé Bellon) : Blake Sterling
- Scott Patterson (VF : Patrick Laplace) : Michael Buchanan
- Clifton Collins Jr. (VF : Xavier Béja) : Thomas
- Bill Smitrovich (VF : Patrick Raynal) : Vice-Président Raymond Jarvis
- Lisa Vidal (VF : Laura Zichy) : Christina Martinez
- Taylor Cole (VF : Chloé Berthier) : Vicky Roberts

### Acteurs secondaires
- Heather McComb : Agent Angela Collier
- D. B. Sweeney : Carter
- Hal Holbrook : James Dempsey
- Scott Michael Campbell (en) : Justin Murphy
- Necar Zadegan : Isabel

## Épisodes

### Épisode 1:Je ne vous ai pas encore tout dit
- États-Unis /  Canada : 20 septembre 2010 sur NBC / Citytv
- Québec : 22 août 2011 sur Ztélé
- France : 22 septembre 2011 sur Canal+[1]

- États-Unis : 10,88 millions de téléspectateurs[2] (première diffusion)

- Julia Campbell (Val Buchanan)
- Gonzalo Menendez (Dan Taylor)
- Tony Todd (Gen. Whitman)
- Lauren Stamile (Molly Dixon)

### Épisode 2:Les 97 d'Inostranka
- États-Unis : 27 septembre 2010 sur NBC
- Québec : 29 août 2011 sur Ztélé
- France : 22 septembre 2011 sur Canal+

- États-Unis : 9,06 millions de téléspectateurs[3] (première diffusion)

- Clifton Collins Jr. (Thomas)
- D.B. Sweeney (Carter)
- Heather McComb (Angela Collier)
- Sam Hennings (Gen. Addington)
- Amy Sloan (Leanne Timmons)
- Michael Whaley (Agent Hobbes)

### Épisode 3:Une vérité dérangeante
- États-Unis : 4 octobre 2010 sur NBC
- Québec : 5 septembre 2011 sur Ztélé
- France : 29 septembre 2011 sur Canal+

- États-Unis : 7,56 millions de téléspectateurs[4] (première diffusion)

- Clifton Collins Jr. (Thomas)
- Clea DuVall (Maya)
- Chris Mollica (FBI Agent #1)
- D.B. Sweeney (Carter)
- Gabriel Olds (Agent Spencer)
- Tom Riordan (FBI Agent #4)
- Heather McComb (FBI Agent Collier)
- Rick Peters (Lonner)
- Darius Cottrell (FBI Agent #5)
- Gonzalo Menendez (Dan Taylor)
- Michael Whaley (Agent Hobbes)
- Dean Cudworth (Captain)
- Angel Desai (Maureen Donovan)
- Omid Abtahi (William)
- Wes Ramsey (Greg Kervin)

### Épisode 4:Une question de vie et de mort
- États-Unis : 11 octobre 2010 sur NBC
- Québec : 12 septembre 2011 sur Ztélé
- France : 29 septembre 2011 sur Canal+

- États-Unis : 6,5 millions de téléspectateurs[5] (première diffusion)

- Clifton Collins Jr. (Thomas)
- Maddy Curley (Jackie Granados)
- Bill Smitrovich (Vice Président Raymond Jarvis)
- D.B. Sweeney (Carter)
- Casey Kramer (Amanda Gibbons)
- Heather McComb (Angela Collier)
- Shyloh Oostwald (Carla Garcia)
- Adam Roa (Daniel Chao)
- Julia Campbell (Val Buchanan)
- William Russ (Off. Nugent)
- Cole Sand (Adam)
- Sayeed Shahidi (David Martinez)
- Ashleigh Sumner (Eva)

### Épisode 5:Rapport de forces
- États-Unis : 18 octobre 2010 sur NBC
- Québec : 19 septembre 2011 sur Ztélé
- France : 6 octobre 2011 sur Canal+

- États-Unis : 6,42 millions de téléspectateurs[6] (première diffusion)

- Clifton Collins Jr. (Thomas)
- D.B. Sweeney (Carter)
- Graham Shiels (Vicky's Commander)
- Heather McComb (Angela Collier)
- Deborah van Valkenburgh (Candice Larson)
- William Russ (Officier Nugent)
- Rigo Sanchez (Patrolman)
- Scott Michael Campbell (Justin Murphy)
- Wynn Everett (Rachel)
- Sam Page (Rick)
- Vyto Ruginis (Employeur de Vicky)
- Gonzalo Menendez (Dan Taylor)
- Maddy Curley (Jackie Granados)
- Angel Desai (Maureen Donovan)
- Casey Kramer (Amanda Gibbons)
- Janora McDuffie (Infirmière Fuller)
- Adam Roa (Daniel Chao)

### Épisode 6:Anges et Démons
- États-Unis : 25 octobre 2010 sur NBC
- Québec : 26 septembre 2011 sur Ztélé
- France : 6 octobre 2011 sur Canal+

- États-Unis : 5,97 millions de téléspectateurs[7] (première diffusion)

- D.B. Sweeney (Carter)
- Peter Chen (Chinese Man)
- Heather McComb (Angela Collier)
- Mark Elias (Maître du chien)
- Paula Malcomson (Madeline Jackson)
- Matthew Lenhart (Tech #2)
- Dondre Whitfield (Mike Garret)
- Kovar McClure (Tech #1)
- Kelli Kirkland (Presidential Aide)
- Scott Michael Campbell (Justin Murphy)
- Laura Richardson (Aide soignante)
- Salome Jens (Violet)
- Holland Roden (Violet)

### Épisode 7:Je sais qui tu es
- États-Unis : 8 novembre 2010 sur NBC
- Québec : 3 octobre 2011 sur Ztélé
- France : 13 octobre 2011 sur Canal+

- États-Unis : 5,54 millions de téléspectateurs[8] (première diffusion)

- Clifton Collins Jr. (Thomas)
- Scott Michael Campbell (Justin Murphy)
- D.B. Sweeney (Carter)
- Paula Malcomson (Madeline Jackson)
- Madison Mason (Edward Sterling)
- Geoffrey Blake (Peter)
- Samuel Ball (Aaron)
- Dondre T. Whitfield (Mike Garret)
- Scarlett Chorvat (Laura Sterling)

### Épisode 8:Pour le bien de notre pays
- États-Unis : 15 novembre 2010 sur NBC
- Québec : 10 octobre 2011 sur Ztélé
- France : 13 octobre 2011 sur Canal+

- États-Unis : 5,64 millions de téléspectateurs[9] (première diffusion)

- Eyal Podell (Dr. Matt Kemp)
- Steven Meek (Duty Chief)
- Rick Peters (Lonner)
- Tony Todd (Général Whitman)
- Drew Wicks (Bernard)
- Paula Malcomson (Madeline Jackson)
- Geoffrey Blake (Peter)
- Hal Holbrook (James Dempsey)
- William Duffy (Agent Romo)
- Christopher May (Carl Revis)
- Ashleigh Sumner (Eva)

### Épisode 9:Le Pouvoir à portée de main
- États-Unis : 22 novembre 2010 sur NBC
- Québec : 17 octobre 2011 sur Ztélé
- France : 20 octobre 2011 sur Canal+

- États-Unis : 5,19 millions de téléspectateurs[10] (première diffusion)

- Kathleen Quinlan (Erika Jarvis)
- Heather McComb (Angela Collier)
- Necar Zadegan (Isabel)
- Bonnie Root (Mary Stern)
- Josh Randall (Paul Stern)
- Peter Murnik (M. Berg)
- Hal Holbrook (James Dempsey)
- Anna Clark (Samantha Buchanan)
- Linda Cavanaugh (Présentatrice JT)

### Épisode 10:Plus rien ne sera comme avant
- États-Unis : 29 novembre 2010 sur NBC
- France : 20 octobre 2011 sur Canal+
- Québec : 24 octobre 2011 sur Ztélé

- États-Unis : 5,83 millions de téléspectateurs[11] (première diffusion)

- Kathleen Quinlan (Erika Jarvis)
- Peter Murnik (M. Berg)
- Josh Randall (Paul Stern)
- Bernard White (Ambassadeur Talaky)
- Necar Zadegan (Isabel)
- Angela Bullock (infirmière)
- Blue Deckert (Général Armbruster)
- Wynn Everett (Rachel)
- Kate Fuglei (Carolyn Jones)
- Hal Holbrook (James Dempsey)
- Anna Clark (Samantha Buchanan)

### Épisode 11:Ils arrivent
- États-Unis : 7 mars 2011 sur NBC[12]
- France : 27 octobre 2011 sur Canal+
- Québec : 31 octobre 2011 sur Ztélé

- États-Unis : 5,23 millions de téléspectateurs[13] (première diffusion)

- Virginia Madsen (Senateur Catherine Lewis)
- Benton Jennings (Supervisor)
- David Gautreaux (Niles Duncan)
- Clea DuVall (Maya)
- Corinne Shor (Matron)
- Steve Rankin (Lieutenant Grier)
- Sean Carrigan (Devon)
- Lee Thompson Young (Corporal Bell)
- Weston Scott Higgins (Garde)
- Heather McComb (Angela Collier)
- Necar Zadegan (Isabel)
- Roger Bart (Richard Peel)
- Kirk B.R. Woller (Lieutenant Grier)
- Blue Deckert (Gén. Armbruster)
- Samuel Ball (Aaron)
- John Prosky (Gerard)

### Épisode 12:Inostranka
- États-Unis : 7 mars 2011 sur NBC
- France : 27 octobre 2011 sur Canal+
- Québec : 7 novembre 2011 sur Ztélé

- États-Unis : 5,23 millions de téléspectateurs[13] (première diffusion)

- Sean Carrigan (Devon)
- Clifton Collins Jr. (Thomas)
- Corinne Shor (Matron)
- Clea DuVall (Maya)
- Brett Buford (Garde #1)
- Lorena Segura York (Eva)
- Lee Thompson Young (Corporal Bell)
- Nick Warnock (Sleeper #3)
- William Stanford Davis (L'aîné)
- Roger Bart (Richard Peel)
- Ondrej Habinak (Sleeper #2)
- Kirk B.R. Woller (Lieutenant Grier)
- Marc Christie (Sleeper #4)
- Blue Deckert (Gén. Armbruster)
- Hal Holbrook (James Dempsey)

### Épisode 13:Le Cauchemar d'Elias
- États-Unis : 14 mars 2011 sur NBC
- France : 3 novembre 2011 sur Canal+
- Québec : 14 novembre 2011 sur Ztélé

- États-Unis : 4,26 millions de téléspectateurs[14] (première diffusion)

- Clifton Collins Jr. (Thomas)
- Roger Bart (Richard Peel)
- Gabrielle Carteris (Diane Geller)
- José Zuniga (Carlos Geller)
- Jack Stehlin (Hanson)
- Blue Deckert (Gén. Armbruster)
- Shay Astar (Sœur de Sean)
- Megan Paul (Cynthia)
- Erik Aude (Mark)
- Jed Bernard (Brad)
- Sean Carrigan (Devon)
- Anna Clark (Samantha Buchanan)
- Karen Lew (Jing-Mei)
- Barry Livingston (Ellington)

### Épisode 14:Supernova
- États-Unis : 21 mars 2011 sur NBC
- France : 3 novembre 2011 sur Canal+
- Québec : 21 novembre 2011 sur Ztélé[15]

- États-Unis : 4,11 millions de téléspectateurs[16] (première diffusion)

- Clifton Collins Jr. (Thomas)
- Necar Zadegan (Isabel)
- Gabrielle Carteris (Diane Geller)
- José Zuniga (Carlos Geller)
- Blue Deckert (Gén. Armbruster)
- Rebecca Lowman (Cindy Fisk)
- Gary Weeks (Ted Fisk)
- Hal Holbrook (James Dempsey)
- Sean Carrigan (Devon)
- Moe Irvin (Anthony)

### Épisode 15:Sacrifices
- États-Unis : 28 mars 2011 sur NBC
- France : 10 novembre 2011 sur Canal+
- Québec : 28 novembre 2011 sur Ztélé

- États-Unis : 4,53 millions de téléspectateurs[17] (première diffusion)

- Sean Carrigan (Devon)
- Clifton Collins Jr. (Thomas)
- Malcolm Foster Smith (Recon Man #1)
- Victor Harrison (Chauffeur de bus #1)
- Salvator Xuereb (Henri)
- Jason Konopisos (David)
- Yvette Saunders (Aide)
- Necar Zadegan (Isabel)
- Christopher Illing (Henchman)
- José Zuniga (Carlos Geller)
- Lindsay Seim (Mulligan)
- John Prosky (Gerard)
- G. Lane Hillman (Officier de police de Los Angeles)
- Simon Templeman (Dr. Ellis)
- Blue Deckert (Gén. Armbruster)
- Deborah van Valkenburgh (Candice Larson)
- Hal Holbrook (James Dempsey)

### Épisode 16:Une solution pérenne
- États-Unis : 4 avril 2011 sur NBC
- France : 10 novembre 2011 sur Canal+
- Québec : 5 décembre 2011 sur Ztélé

- États-Unis : 4,14 millions de téléspectateurs[18] (première diffusion)

- Virginia Madsen (Senateur Catherine Lewis)
- Christopher Illing (Henchman)
- Bjorn Johnson (Scientifique)
- Salvator Xuereb (Henri)
- Craig Melvin (News Anchor)
- Roger Bart (Richard Peel)
- Josh Novak (Technicien)
- José Zuniga (Carlos Geller)
- Blue Deckert (Gén. Armbruster)
- Hal Holbrook (James Dempsey)
- Noel Arthur (Luis)
- Sean Carrigan (Devon)

### Épisode 17:Un nouvel ordre mondial
- États-Unis : 18 avril 2011 sur NBC
- France : 17 novembre 2011 sur Canal+
- Québec : 12 décembre 2011 sur Ztélé

- États-Unis : 3,85 millions de téléspectateurs[19] (première diffusion)

- Virginia Madsen (Catherine Lewis)
- Patrick Quinlan (Eric Watkins)
- Roger Bart (Richard Peel)
- Baldeep Singh (Agent Johnson)
- Ashleigh Sumner (Eva)
- JD Cullum (Herbert Mills)
- David Andriole (Agent Beal)
- Blue Deckert (Général Armbruster)
- Samuel Ball (Aaron)
- Hal Holbrook (James Dempsey)
- Noel Arthur (Luis)
- Melissa Bickerton (Infirmière)
- Alexandra Bokyun Chun (Dr. Lu)
- Sean Carrigan (Devon)
- Jodi Fleisher (Stephanie)
- Kelli Kirkland (Candidate Aide)

### Épisode 18:La Succession
- États-Unis : 25 avril 2011 sur NBC
- France : 17 novembre 2011 sur Canal+
- Québec : 19 décembre 2011 sur Ztélé

- États-Unis : 4,62 millions de téléspectateurs[20] (première diffusion)

- Samuel Ball (Aaron)
- Stefan Kapicic (Dimitri Jelavitch)
- Roger Bart (Richard Peel)
- Noel Arthur (Luis)
- Alexandra Bokyun Chun (Dr. Lu)
- Ned Vaughn (Dr. Reed)
- James McDonnell (Alex)
- John Knox (Secretaire Wilson)
- Blue Deckert (Général Armbruster)
- Kelli Kirkland (Candidat Aide)
- Matt Riedy (Avocat Général)
- Ashleigh Sumner (Eva)

### Épisode 19:50 millions de morts
- États-Unis : 2 mai 2011 sur NBC
- France : 24 novembre 2011 sur Canal+
- Québec : 26 décembre 2011 sur Ztélé

- États-Unis : 4,14 millions de téléspectateurs[21] (première diffusion)

- Roger Bart (Richard Peel)
- José Zuniga (Carlos Geller)
- Ashleigh Sumner (Eva)
- Peggy Dunne (Chirurgien #1)
- Jonathan Palmer (Chirurgien #2)
- Robert Pine (Chef Justice)
- Blue Deckert (Général Armbruster)
- Michael Albala (Docteur #1)
- Samuel Ball (Aaron)
- Mark Bloom (Docteur #2)
- Angela Gots (Alexandra)
- Robert Cicchini (Dr. Narducci)
- Alexandra Bokyun Chun (Dr. Lu)
- Sean Carrigan (Devon)
- Charles Halford (Roman)

### Épisode 20:L'Hybride
- États-Unis : 9 mai 2011 sur NBC
- France : 24 novembre 2011 sur Canal+
- Québec : 2 janvier 2012 sur Ztélé

- États-Unis : 3,85 millions de téléspectateurs[22] (première diffusion)

- Roger Bart (Richard Peel)
- Ned Vaughn (Dr. Reed)
- José Zuniga (Carlos Geller)
- Angela Gots (Alexandra)
- Blue Deckert (Général Armbruster)
- Dondre Whitfield (Mike Garret)
- David Andriole (Agent Beal)
- Charles Carpenter (Diaz)
- Sean Carrigan (Devon)
- Alexandra Bokyun Chun (Dr. Lu)
- Charles Halford (Roman)
- David L. King (Aide)
- Anthony Nacarato (Hayes)
- Ashleigh Sumner (Eva)

### Épisode 21:La fin justifie les moyens
- États-Unis : 16 mai 2011 sur NBC
- France : 1er décembre 2011 sur Canal+
- Québec : 9 janvier 2012 sur Ztélé

- États-Unis : 4,07 millions de téléspectateurs[23] (première diffusion)

- Samuel Ball (Aaron)
- Alexandra Bokyun Chun (Dr. Lu)
- Chet Grissom (Knolls)
- Roger Bart (Richard Peel)
- Ned Vaughn (Dr. Reed)
- Isabella Acres (Mary)
- José Zuniga (Carlos Geller)
- John Prosky (Gerard)
- Matt Byrne (Garde endormi)
- Sean Carrigan (Devon)
- Bruce Nozick (Travailleur endormi)
- Antonio D. Charity (Eboueur)
- Kevin Cotteleer (Rogers)
- Charles Halford (Roman)
- Alex Luria (Delgado)
- Madison Michele (News Reporter)
- Amy Cale Peterson (Infirmière)
- Josh Novak (Agent de la NSA)

### Épisode 22:Le Grand Jour
- États-Unis : 23 mai 2011 sur NBC
- France : 1er décembre 2011 sur Canal+
- Québec : 16 janvier 2012 sur Ztélé

- États-Unis : 4,89 millions de téléspectateurs[24] (première diffusion)

- Alexandra Bokyun Chun (Dr. Lu)
- Roma Maffia (Docteur)
- Roger Bart (Richard Peel)
- Dondre T. Whitfield (Mike Garret)
- José Zuniga (Carlos Geller)
- Barbara Tarbuck (Présidente de la Chambre)
- Samuel Ball (Aaron)
- Ashli Dowling (Rina)
- Ned Vaughn (Dr. Reed)
- Chase Kim (Commando)
- John Prosky (Gerard)
- Steve Luna (Technicien Hazmat)
- Jeffrey Markle (Vigile)
- Suzanna Marques (Reporter Télé)
- Sayeed Shahidi (David Martinez)
- Chet Grissom (Knolls)
- Sean Carrigan (Devon)
- Kevin Cotteleer (Rogers)
- Alex Luria (Delgado)
- Josh Novak (Agent de la NSA)